# A77高速公路
A77高速公路是法国中部的一条高速公路，连接塞纳-马恩省的Rosiers小镇和讷韦尔。该高速又称“树之高速”（l'Arbre）。
A77在设计时计划将对环境的影响降至最低，在动物学家的帮助下，设立动物通道。